# Noyal-sous-Bazouges

Noyal-sous-Bazouges este o comună în departamentul Ille-et-Vilaine, Franța. În 1 ianuarie 2022 avea o populație de 382 de locuitori.